# Italochrysa okavangoensis
Italochrysa okavangoensis is een insect uit de familie van de gaasvliegen (Chrysopidae), die tot de orde netvleugeligen (Neuroptera) behoort. 
Italochrysa okavangoensis is voor het eerst wetenschappelijk beschreven door Tjeder in 1966.